# Królowie South Beach
Królowie South Beach (ang. Kings of South Beach) – amerykański film obyczajowy z 2007 roku w reżyserii Tima Huntera.

## Opis fabuły
Chris Troiano (Jason Gedrick), właściciel nocnego klubu w Miami Beach, handluje narkotykami. Pewnego dnia w jego lokalu zjawia się Andy Burnett (Donnie Wahlberg). Szybko zdobywa zaufanie Chrisa i staje się jego prawą ręką. Wkrótce wychodzi na jaw, że nie jest tym, za kogo się podaje.

## Obsada
- Donnie Wahlberg jako Andy Burnett
- Jason Gedrick jako Chris Troiano
- Steven Bauer jako Allie Boy
- Maria Valentina Bove jako Zoya Petrov
- Ricardo Chavira jako Enrique
- Juan Pablo Gamboa jako Danny Hayes
- Cristina Garcia jako oficer Saban
- Brian Goodman jako podporucznik Jim Hawke
- Bill Doyle jako Glaser
- Cathy Myatt jako Marina Petrov
- David Andrew Nash jako oficer Dave